# 1992 YW3
1992 YW3 är en asteroid i huvudbältet som upptäcktes den 29 december 1992 av de japanska astronomerna Yoshio Kushida och Osamu Muramatsu vid Yatsugatake-Kobuchizawa-observatoriet.
Asteroiden har en diameter på ungefär 9 kilometer.